# 侯崇文
侯崇文（1954年1月3日—），中華民國犯罪學學者、生於嘉義縣朴子鎮，美國鮑林格林州立大學博士、美國德州基督教大學碩士、輔仁大學社會系畢業，曾任嘉義市副市長、南榮科技大學代理校長、臺北聯合大學系統首任校長、國立臺北大學校長、臺北市政府治安防治委員會委員、國立臺北大學教務長、國立臺北大學進推中心主任、國立中興大學臺北進修部主任、國立中興大學社會系主任。
侯教授不僅是社會學者，同時亦是犯罪學學者。民國90年（西元2001年），侯崇文於擔任國立臺北大學教務長任內時，由於有感臺灣犯罪問題之嚴重性，故提案成立全國第3所犯罪學研究所，即國立臺北大學犯罪學研究所，並邀請許春金與周愫嫻兩位犯罪學家共同投入研究與教學。
擔任臺北大學校長任內曾一度因發展困境，曾與中興大學洽商重新合併，但無下文，兩校僅簽訂為「永久姊妹校」。

## 著作
- 校園中的愛-台北大學校長七年(2013)，商鼎。
- 犯罪學-社會學探討(2019)，三民書局。

## 註腳
1. ↑  .   [2014-12-25]. （原始内容存档于2016-07-12）.
2. ↑  . 國立台北大學犯罪學研究所.   [2013-09-23]. （原始内容存档于2019-07-25）.
3. ↑  .   [2023-08-22]. （原始内容存档于2023-08-22）.

| 前任： 李錫津<2005年12月20日-2014年12月25日> | 嘉義市政府副市長 2014年12月25日—2017年1月4日 | 繼任： 張惠博<2017年1月5日~2018年12月25日> |